# Jarlan Barrera
Jarlan Barrera, né le 16 septembre 1995 à Santa Marta en Colombie, est un footballeur colombien qui évolue au poste de milieu offensif à l'Independiente Medellín.

## Biographie

### En club
Jarlan Barrera est né à Santa Marta en Colombie. Formé par le club de La Equidad, il rejoint en 2013 l'Atlético Junior. C'est avec ce club qu'il fait ses débuts en professionnel, le 15 septembre 2014, la veille de son 19e anniversaire, lors d'une rencontre de championnat face à l'Uniautónoma FC. Entré en jeu à la mi-temps ce jour-là, il égalise quelques minutes plus tard, alors que son équipe était menée d'un but. Il délivre ensuite une passe décisive dans ce match, où son équipe s'impose finalement par trois buts à un.
Avec l'Atlético Junior, il atteint les demi-finales de la Copa Sudamericana en 2017, puis la finale en 2018.
Le 1er janvier 2019, Jarlan Barrera s'engage avec le Tigres UANL au Mexique, mais se voit directement prêté sept jours plus tard à Rosario Central en Argentine.
Après son prêt à Rosario Central, Jarlan Barrera fait son retour dans son pays natal, en s'engageant le 22 juin 2019 avec l'Atlético Nacional,, sans avoir joué le moindre match avec les Tigres.
Il inscrit son premier but pour l'Atlético Nacional le 29 juillet 2019, lors d'une rencontre de championnat contre les Jaguares de Córdoba. Tituaire, il ouvre le score et les deux équipes se neutralisent (1-1 score final).
Le 29 avril 2021, Barrera se fait remarquer en Copa Libertadores en inscrivant deux buts face au Club Nacional. La rencontre se solde sur un match nul prolifique en buts (4-4).

### En équipe nationale
Avec l'équipe de Colombie des moins de 20 ans, Jarlan Barrera participe au championnat sud-américain des moins de 20 ans en 2015. Lors de cette compétition organisée en Uruguay, il joue huit matchs. Il se met en évidence en inscrivant deux buts, contre l'Argentine et le Brésil. Il délivre également deux passes décisives, contre le Chili et le Venezuela. Avec un bilan de quatre victoires, trois nuls et deux défaites, la Colombie se classe deuxième du tournoi, derrière l'Argentine.
Quelques mois plus tard, il dispute la Coupe du monde des moins de 20 ans qui se déroule en Nouvelle-Zélande. Lors de ce mondial, il joue quatre matchs. Il se met en évidence en délivrant une passe décisive lors du dernier match de poule face au Portugal. La Colombie s'incline en huitièmes de finale face aux États-Unis.